# Selwyn Baptiste
Selwyn Baptiste (10. července 1936 – 5. ledna 2012) byl trinidadský hudebník a organizátor karnevalů. Narodil se v La Romaine poblíž San Fernanda ve státě Trinidad a Tobago. V roce 1960 se přestěhoval do Spojeného království, kde začal studovat. Zemřel ve věku 75 let.